# 9524 O'Rourke
9524 O'Rourke eller 1981 EJ5 är en asteroid i huvudbältet som upptäcktes den 2 mars 1981 av den amerikanska astronomen Schelte J. Bus vid Siding Spring-observatoriet. Den är uppkallad efter Laurence O'Rourke.
Asteroiden har en diameter på ungefär 3 kilometer.